# Ɩ̃̌
Cette page contient des caractères spéciaux ou non latins. S’ils s’affichent mal (▯, ?, etc.), consultez la page d’aide Unicode.
Ɩ̃̌ (minuscule : ɩ̃̌), appelé iota tilde caron, est un graphème utilisé dans l’écriture du tafi.
Il s’agit de la lettre iota diacritée d'un tilde et d’un caron.

## Représentations informatiques
Le iota tilde caron peut être représenté avec les caractères Unicode suivants (latin étendu B, Alphabet phonétique international, diacritiques) :
| formes    | représentations | chaînes de caractères | points de code       | descriptions                                                     |
| --------- | --------------- | --------------------- | -------------------- | ---------------------------------------------------------------- |
| capitale  | Ɩ̃̌               | Ɩ◌̃ ◌̌                  | U+0196 U+0303 U+030C | lettre majuscule latine iota diacritique tilde diacritique caron |
| minuscule | ɩ̃̌               | ɩ◌̃ ◌̌                  | U+0269 U+0303 U+030C | lettre minuscule latine iota diacritique tilde diacritique caron |